# Esteban Velásquez
Esteban Velásquez (* 5. Juni 1990 auf der Isla Margarita, Venezuela) ist ein venezolanischer Schauspieler und Sänger. International bekannt wurde er durch die Verkörperung der Rollen Michel sowie Guillermo Ruíz in den Disney-Channel-Telenovelas Soy Luna sowie BIA.

## Leben
Velásquez wurde im Juni 1990 auf der Isla Margarita in Venezuela geboren und entwickelte im Teenageralter den Wunsch in Fernsehproduktionen mitzuwirken. Seinen ersten Auftritt hatte er 2007 in der venezolanischen Produktion Somos tú y yo. 2012 folgte die Teilnahme an der venezolanischen Castingshow Yo Sí Canto. Im Jahr 2015 zog er nach Buenos Aires, ehe er im selben Jahr an der Castingshow Dar la nota von Canal 13 teilnahm, in der er den dritten Platz belegte. Auf einer Quinceañera traf er die Nichte des Castingdirektors des Produktionsunternehmen Pol-ka Producciones, wodurch er zu drei Castings für die dritte Staffel von Soy Luna eingeladen wurde. Velásquez erhielt schlussendlich die Rolle des Michel, die er in der dritten Staffel der Serie verkörperte. Nach Ende der Serie erhielt er eine Hauptrolle in der Serie BIA. In beiden Staffeln der sowie in der Spezialepisode Bia: Un mundo al revés übernahm er die Darstellung von Guillermo Ruíz. Als Nico wird er in der seit 2022 produzierten Disney+-Serie Uma Garota Comum zu sehen sein, die 2023 ihre Premiere feiern soll.

## Filmografie
- 2007: Somos tú y yo
- 2012: Yo Sí Canto
- 2015: Dar la nota
- 2018: Soy Luna
- 2019–2020: BIA
- 2021: Bia: Un mundo al revés